# ریچارد برنز
ریچارد بِرنز (انگلیسی: Richard Burns; ۱۷ ژانویهٔ ۱۹۷۱ – ۲۵ نوامبر ۲۰۰۵) راننده رالی اهل بریتانیا بود.
وی که در تیم‌های سوبارو، میتسوبیشی موتورز، پژو عضویت داشته در سال ۲۰۰۱ قهرمان رالی قهرمانی جهان شده است.